# Baschet la Jocurile Olimpice de vară din 2024 - masculin
Turneul masculin de baschet de la Jocurile Olimpice de vară din 2024 a avut loc în perioada 27 iulie-10 august 2024 pe Stade Pierre-Mauroy din Lille (meciurile din grupe) și la Accor Arena din Paris (faza eliminatorie).

## Format
Cele douăsprezece echipe au fost împărțite în trei grupe de câte patru echipe în cadrul căreia s-a jucat după sistemul fiecare cu fiecare. Echipele clasate pe primele două locuri din fiecare grupă au avansat în sferturile de finală, precum și cele mai bune două echipe pe locul trei. După runda preliminară s-a folosit un sistem eliminatoriu. După etapa grupelor echipele au fost împărțite în funcție de rezultatele lor, iar o tragere la sorți a împerecheat echipele între grupe pentru sferturile de finală. Pentru tragerea la sorți, echipele au fost repartizate în patru grupe, primele două clasate în Grupa D, echipele clasate pe locurile 3-4 în Grupa E, echipele clasate pe locurile 5-6 în Grupa F și echipele clasate pe locurile 7-8 în Grupa G. Echipele din grupa D se confruntau cu o echipă din grupa G, iar echipele din grupa E cu o echipă din grupa F. Echipele din aceeași grupă nu puteau juca una împotriva celeilalte. În cazul în care ambele echipe din grupa D se calificau în semifinale, acestea nu puteau juca una împotriva celeilalte.

## Arbitri
Următorii arbitri au fost selectați pentru a oficia la acest turneu.
- Juan Fernández
- James Boyer
- Ademir Zurapović
- Matthew Kallio
- Maripier Malo
- Martin Vulić
- Maj Forsberg
- Carlos Peralta
- Yohan Rosso
- Péter Praksch
- Takaki Kato
- Yevgeniy Mikheyev
- Mārtiņš Kozlovskis
- Gatis Saliņš
- Rabah Noujaim
- Yann Davidson
- Omar Bermúdez
- Viola Györgyi
- Julio Anaya
- Wojciech Liszka
- Johnny Batista
- Roberto Vázquez
- Boris Krejić
- Luis Castillo
- Ariadna Chueca
- Antonio Conde
- Andrés Bartel
- Amy Bonner
- Blanca Burns
- Jenna Reneau

## Rezultate

### Faza preliminară

#### Grupa A
| Loc | Echipa    | MJ | V | Î | PM  | PP  | PD  | Pct | Calificare                        |
| --- | --------- | -- | - | - | --- | --- | --- | --- | --------------------------------- |
| 1   | Canada    | 3  | 3 | 0 | 267 | 247 | +20 | 6   | Avansează în Sferturile de finală |
| 2   | Australia | 3  | 1 | 2 | 246 | 250 | −4  | 4   | Avansează în Sferturile de finală |
| 3   | Grecia    | 3  | 1 | 2 | 233 | 241 | −8  | 4   | Avansează în Sferturile de finală |
| 4   | Spania    | 3  | 1 | 2 | 249 | 257 | −8  | 4   |                                   |

1. 1 2 3  Australia 3 Pt, +6 PD; Grecia 3 Pt, −1 PD; Spania 3 Pt, −5 PD.

| 27 iulie 2024 11:00 |

| Boxscore |

| Australia                                      | 92–80 | Spania                                    |
| Scorul pe sferturi: 31–21, 18–21, 20–18, 23–20 |       |                                           |
| Pt: Landale 20 Rec: Landale 9 Pase: Giddey 8   |       | Pt: Aldama 27 Rec: Garuba 7 Pase: Brown 7 |

| 27 iulie 2024 21:00 |

| Boxscore |

| Grecia                                                | 79–86 | Canada                                                  |
| Scorul pe sferturi: 22–26, 16–22, 22–20, 19–18        |       |                                                         |
| Pt: Antetokounmpo 34 Rec: Mitoglou 8 Pase: Calathes 7 |       | Pt: Barrett 23 Rec: Olynyk 6 Pase: Gilgeous-Alexander 7 |

| 30 iulie 2024 11:00 |

| Boxscore |

| Spania                                         | 84–77 | Grecia                                                      |
| Scorul pe sferturi: 21–22, 28–13, 13–21, 22–21 |       |                                                             |
| Pt: Aldama 19 Rec: Aldama 12 Pase: Brown 10    |       | Pt: Antetokounmpo 27 Rec: Antetokounmpo 11 Pase: Calathes 7 |

| 30 iulie 2024 13:30 |

| Boxscore |

| Canada                                               | 93–83 | Australia                                    |
| Scorul pe sferturi: 26–28, 19–21, 27–21, 21–13       |       |                                              |
| Pt: Barrett 24 Rec: Powell 9 Pase: Barrett, Murray 5 |       | Pt: Giddey 19 Rec: Landale 12 Pase: Giddey 6 |

| 2 august 2024 13:30 |

| Boxscore |

| Australia                                     | 71–77 | Grecia                                                     |
| Scorul pe sferturi: 24–25, 12–28, 14–9, 21–15 |       |                                                            |
| Pt: Landale 17 Rec: Giddey 11 Pase: Daniels 8 |       | Pt: Antetokounmpo 20 Rec: trei jucători 7 Pase: Calathes 8 |

| 2 august 2024 17:15 |

| Boxscore |

| Canada                                                         | 88–85 | Spania                                               |
| Scorul pe sferturi: 19–19, 30–19, 15–18, 24–29                 |       |                                                      |
| Pt: Gilgeous-Alexander 20 Rec: Brooks, Murray 4 Pase: Murray 6 |       | Pt: Brizuela 17 Rec: Aldama 11 Pase: trei jucători 4 |

#### Grupa B
| Loc | Echipa     | MJ | V | Î | PM  | PP  | PD  | Pct | Calificare                        |
| --- | ---------- | -- | - | - | --- | --- | --- | --- | --------------------------------- |
| 1   | Germania   | 3  | 3 | 0 | 268 | 221 | +47 | 6   | Avansează în Sferturile de finală |
| 2   | Franța (H) | 3  | 2 | 1 | 243 | 241 | +2  | 5   | Avansează în Sferturile de finală |
| 3   | Brazilia   | 3  | 1 | 2 | 241 | 248 | −7  | 4   | Avansează în Sferturile de finală |
| 4   | Japonia    | 3  | 0 | 3 | 251 | 293 | −42 | 3   |                                   |

| 27 iulie 2024 13:30 |

| Boxscore |

| Germania                                        | 97–77 | Japonia                                             |
| Scorul pe sferturi: 28–21, 24–23, 22–17, 23–16  |       |                                                     |
| Pt: F. Wagner 22 Rec: Theis 7 Pase: Schröder 12 |       | Pt: Hachimura 20 Rec: Hawkinson 11 Pase: Kawamura 7 |

| 27 iulie 2024 17:15 |

| Boxscore |

| Franța                                                    | 78–66 | Brazilia                                                 |
| Scorul pe sferturi: 15–23, 24–13, 18–9, 21–21             |       |                                                          |
| Pt: Batum, Wembanyama 19 Rec: Wembanyama 9 Pase: Albicy 4 |       | Pt: Felício, Meindl 14 Rec: Felício 6 Pase: Dos Santos 6 |

| 30 iulie 2024 17:15 |

| Boxscore |

| Japonia                                                        | 90–94 (OT) | Franța                                                        |
| Scorul pe sferturi: 25–32, 19–17, 20–20, 20–15, Overtime: 6–10 |            |                                                               |
| Pt: Kawamura 29 Rec: Hawkinson, Watanabe 8 Pase: Kawamura 6    |            | Pt: Wembanyama 18 Rec: Gobert 15 Pase: Fournier, Wembanyama 6 |

| 30 iulie 2024 21:00 |

| Boxscore |

| Brazilia                                           | 73–86 | Germania                                          |
| Scorul pe sferturi: 10–22, 30–18, 11–20, 22–26     |       |                                                   |
| Pt: Dos Santos 18 Rec: Meindl 6 Pase: Dos Santos 8 |       | Pt: Schröder 20 Rec: Voigtmann 8 Pase: Schröder 6 |

| 2 august 2024 11:00 |

| Boxscore |

| Japonia                                              | 84–102 | Brazilia                                       |
| Scorul pe sferturi: 20–31, 24–24, 29–22, 11–25       |        |                                                |
| Pt: Hawkinson 26 Rec: Hawkinson 10 Pase: Kawamura 10 |        | Pt: Caboclo 33 Rec: Caboclo 17 Pase: Huertas 8 |

| 2 august 2024 21:00 |

| Boxscore |

| Franța                                             | 71–85 | Germania                                                 |
| Scorul pe sferturi: 18–24, 9–24, 19–21, 25–16      |       |                                                          |
| Pt: Wembanyama 14 Rec: Wembanyama 12 Pase: Batum 3 |       | Pt: Schröder, F. Wagner 26 Rec: Theis 8 Pase: Schröder 9 |

#### Grupa C
| Loc | Echipa         | MJ | V | Î | PM  | PP  | PD  | Pct | Calificare                        |
| --- | -------------- | -- | - | - | --- | --- | --- | --- | --------------------------------- |
| 1   | SUA            | 3  | 3 | 0 | 317 | 253 | +64 | 6   | Avansează în Sferturile de finală |
| 2   | Serbia         | 3  | 2 | 1 | 287 | 261 | +26 | 5   | Avansează în Sferturile de finală |
| 3   | Sudanul de Sud | 3  | 1 | 2 | 261 | 278 | −17 | 4   |                                   |
| 4   | Puerto Rico    | 3  | 0 | 3 | 228 | 301 | −73 | 3   |                                   |

| 28 iulie 2024 11:00 |

| Boxscore |

| Sudanul de Sud                                 | 90–79 | Puerto Rico                                                |
| Scorul pe sferturi: 20–28, 28–26, 23–15, 19–10 |       |                                                            |
| Pt: Jones 19 Rec: Gabriel 9 Pase: Jones 6      |       | Pt: Alvarado 26 Rec: Conditt IV, Romero 6 Pase: Alvarado 5 |

| 28 iulie 2024 17:15 |

| Boxscore |

| Serbia                                         | 84–110 | SUA                                      |
| Scorul pe sferturi: 20–25, 29–33, 16–26, 19–26 |        |                                          |
| Pt: Jokić 20 Rec: Bogdanović 6 Pase: Jokić 8   |        | Pt: Durant 23 Rec: Davis 8 Pase: James 9 |

| 31 iulie 2024 17:15 |

| Boxscore |

| Puerto Rico                                      | 66–107 | Serbia                                      |
| Scorul pe sferturi: 12–24, 23–28, 16–27, 15–28   |        |                                             |
| Pt: Ortiz 19 Rec: Ortiz 6 Pase: Howard, Waters 3 |        | Pt: Petrušev 15 Rec: Jokić 15 Pase: Jokić 9 |

| 31 iulie 2024 21:00 |

| Boxscore |

| SUA                                                | 103–86 | Sudanul de Sud                            |
| Scorul pe sferturi: 26–14, 29–22, 18–21, 30–29     |        |                                           |
| Pt: Adebayo 18 Rec: trei jucători 7 Pase: Booker 6 |        | Pt: Omot 24 Rec: Gabriel 10 Pase: Jones 7 |

| 3 august 2024 17:15 |

| Boxscore |

| Puerto Rico                                       | 83–104 | SUA                                        |
| Scorul pe sferturi: 29–25, 16–39, 14–23, 24–17    |        |                                            |
| Pt: Alvarado 18 Rec: Romero 10 Pase: Conditt IV 5 |        | Pt: Edwards 26 Rec: Tatum 10 Pase: James 8 |

| 3 august 2024 21:00 |

| Boxscore |

| Serbia                                             | 96–85 | Sudanul de Sud                                     |
| Scorul pe sferturi: 23–22, 24–22, 25–23, 24–18     |       |                                                    |
| Pt: Bogdanović 30 Rec: Jokić 13 Pase: Bogdanović 8 |       | Pt: Jones, Shayok 17 Rec: Gabriel 8 Pase: Jones 10 |

#### Clasamentul echipelor de pe locul 3
| Loc | Grp | Echipa         | MJ | V | Î | PM  | PP  | PD  | Pct | Calificare                        |
| --- | --- | -------------- | -- | - | - | --- | --- | --- | --- | --------------------------------- |
| 1   | B   | Brazilia       | 3  | 1 | 2 | 241 | 248 | −7  | 4   | Avansează în Sferturile de finală |
| 2   | A   | Grecia         | 3  | 1 | 2 | 233 | 241 | −8  | 4   | Avansează în Sferturile de finală |
| 3   | C   | Sudanul de Sud | 3  | 1 | 2 | 261 | 278 | −17 | 4   |                                   |

### Faza eliminatorie
O tragere la sorți după turul preliminar a decis meciurile din faza eliminatorie, unde o echipă cap de serie a jucat cu o echipă care nu era cap de serie. Echipele calificate au fost împărțite în patru grupe:
- Grupa D a cuprins primele două echipe clasate pe primul loc din faza grupelor.
- Grupa E a cuprins cea mai slab clasată echipă de pe primul loc și cea mai bine clasată echipă de pe locul al doilea din faza grupelor.
- Grupa F a cuprins celelalte echipe clasate pe locul al doilea din faza grupelor.
- Grupa G a cuprins cele mai bune două echipe clasate pe locul al treilea.

Principiile tragerii la sorți:
- Echipele din Grupa D au fost trase la sorți împotriva unei echipe din Grupa G, iar o echipă din Grupa E împotriva unei echipe din Grupa F.
- Echipele din aceeași grupă nu puteau fi trase la sorți una împotriva celeilalte în sferturile de finală.

### Clasament
| Loc | Echipa    | MJ | V | Î | PM  | PP  | PD  | Pct | Calificare                       |
| --- | --------- | -- | - | - | --- | --- | --- | --- | -------------------------------- |
| 1   | SUA       | 3  | 3 | 0 | 317 | 253 | +64 | 6   | Cap de serie (Grupa D)           |
| 2   | Germania  | 3  | 3 | 0 | 268 | 221 | +47 | 6   | Cap de serie (Grupa D)           |
|     |           |    |   |   |     |     |     |     |                                  |
| 3   | Canada    | 3  | 3 | 0 | 267 | 247 | +20 | 6   | Cap de serie (Grupa E)           |
| 4   | Serbia    | 3  | 2 | 1 | 287 | 261 | +26 | 5   | Cap de serie (Grupa E)           |
|     |           |    |   |   |     |     |     |     |                                  |
| 5   | Franța    | 3  | 2 | 1 | 243 | 241 | +2  | 5   | Nu a fost cap de serie (Grupa F) |
| 6   | Australia | 3  | 1 | 2 | 246 | 250 | −4  | 4   | Nu a fost cap de serie (Grupa F) |
|     |           |    |   |   |     |     |     |     |                                  |
| 7   | Brazilia  | 3  | 1 | 2 | 241 | 248 | −7  | 4   | Nu a fost cap de serie (Grupa G) |
| 8   | Grecia    | 3  | 1 | 2 | 233 | 241 | −8  | 4   | Nu a fost cap de serie (Grupa G) |

#### Tablou
|  | Sferturi de finală | Sferturi de finală |           |         | Semifinale       | Semifinale       |  |  | Medalia de aur | Medalia de aur |
|  |                    |                    |           |         |                  |                  |  |  |                |                |
|  | 6 august           |                    |           |         |                  |                  |  |  |                |                |
|  |                    |                    |           |         |                  |                  |  |  |                |                |
|  | Franța             | 82                 |           |         |                  |                  |  |  |                |                |
|  | Franța             | 82                 | 8 august  |         |                  |                  |  |  |                |                |
|  | Canada             | 73                 |           |         |                  |                  |  |  |                |                |
|  | Canada             | 73                 | Franța    | 73      |                  |                  |  |  |                |                |
|  | 6 august           |                    | Franța    | 73      |                  |                  |  |  |                |                |
|  |                    | Germania           | 69        |         |                  |                  |  |  |                |                |
|  | Germania           | Germania           | 69        | 76      |                  |                  |  |  |                |                |
|  | Germania           |                    | 10 august | 76      |                  |                  |  |  |                |                |
|  | Grecia             | 63                 |           |         |                  |                  |  |  |                |                |
|  | Grecia             | 63                 | Franța    | 87      |                  |                  |  |  |                |                |
|  | 6 august           |                    | Franța    | 87      |                  |                  |  |  |                |                |
|  |                    | SUA                | 98        |         |                  |                  |  |  |                |                |
|  | Brazilia           | SUA                | 98        | 87      |                  |                  |  |  |                |                |
|  | Brazilia           | 8 august           |           | 87      |                  |                  |  |  |                |                |
|  | SUA                | 122                |           |         |                  |                  |  |  |                |                |
|  | SUA                | 122                | SUA       | 95      |                  |                  |  |  |                |                |
|  | 6 august           |                    | SUA       | 95      |                  |                  |  |  |                |                |
|  |                    | Serbia             | 91        |         | Medalia de bronz | Medalia de bronz |  |  |                |                |
|  | Serbia             | Serbia             | 91        | 95 (OT) | Medalia de bronz | Medalia de bronz |  |  |                |                |
|  | Serbia             |                    | 10 august | 95 (OT) |                  |                  |  |  |                |                |
|  | Australia          | 90                 |           |         |                  |                  |  |  |                |                |
|  | Australia          | 90                 | Germania  | 83      |                  |                  |  |  |                |                |
|  |                    |                    |           |         |                  |                  |  |  |                |                |
|  | Serbia             | 93                 |           |         |                  |                  |  |  |                |                |
|  | Serbia             | 93                 |           |         |                  |                  |  |  |                |                |

#### Sferturi de finală
| 6 august 2024 11:00 |

| Boxscore |

| Germania                                       | 76–63 | Grecia                                                         |
| Scorul pe sferturi: 11–21, 25–15, 23–16, 17–11 |       |                                                                |
| Pt: F. Wagner 18 Rec: Theis 8 Pase: Schröder 8 |       | Pt: Antetokounmpo 22 Rec: Papanikolaou 9 Pase: Antetokounmpo 3 |

| 6 august 2024 14:30 |

| Boxscore |

| Serbia                                                         | 95–90 (OT) | Australia                                        |
| Scorul pe sferturi: 17–31, 25–23, 25–11, 15–17, Overtime: 13–8 |            |                                                  |
| Pt: Jokić 21 Rec: Jokić 14 Pase: Jokić 9                       |            | Pt: Mills 26 Rec: Landale, Magnay 6 Pase: Exum 5 |

| 6 august 2024 18:00 |

| Boxscore |

| Franța                                                | 82–73 | Canada                                                             |
| Scorul pe sferturi: 23–10, 22–19, 16–21, 21–23        |       |                                                                    |
| Pt: Yabusele 22 Rec: Wembanyama 12 Pase: Wembanyama 5 |       | Pt: Gilgeous-Alexander 27 Rec: Powell 9 Pase: Gilgeous-Alexander 4 |

| 6 august 2024 21:30 |

| Boxscore |

| Brazilia                                       | 87–122 | SUA                                      |
| Scorul pe sferturi: 21–33, 15–30, 35–31, 16–28 |        |                                          |
| Pt: Caboclo 30 Rec: Georginho 8 Pase: Meindl 7 |        | Pt: Booker 18 Rec: Davis 8 Pase: James 9 |

#### Semifinale
| 8 august 2024 17:30 |

| Boxscore |

| Franța                                                  | 73–69 | Germania                                    |
| Scorul pe sferturi: 18–25, 15–8, 23–17, 17–19           |       |                                             |
| Pt: Yabusele 17 Rec: trei jucători 7 Pase: Wembanyama 4 |       | Pt: Schröder 18 Rec: Theis 11 Pase: Theis 6 |

| 8 august 2024 21:00 |

| Boxscore |

| SUA                                            | 95–91 | Serbia                                                |
| Scorul pe sferturi: 23–31, 20–23, 20–22, 32–15 |       |                                                       |
| Pt: Curry 36 Rec: James 12 Pase: James 10      |       | Pt: Bogdanović 20 Rec: trei jucători 5 Pase: Jokić 11 |

#### Meciul pentru medalia de bronz
| 10 august 2024 11:00 |

| Boxscore |

| Germania                                                        | 83–93 | Serbia                                           |
| Scorul pe sferturi: 21–30, 17–16, 25–26, 20–21                  |       |                                                  |
| Pt: F. Wagner 18 Rec: F. Wagner 9 Pase: Schröder, Weiler-Babb 6 |       | Pt: Jokić, Micić 19 Rec: Jokić 12 Pase: Jokić 11 |

#### Meciul pentru medalia de aur
| 10 august 2024 21:30 |

| Boxscore |

| Franța                                         | 87–98 | SUA                                      |
| Scorul pe sferturi: 15–20, 26–29, 25–23, 21–26 |       |                                          |
| Pt: Wembanyama 26 Rec: Batum 8 Pase: Batum 4   |       | Pt: Curry 24 Rec: Davis 9 Pase: James 10 |